# Back to Bedlam
Back to Bedlam es el nombre del álbum debut del cantautor británico James Blunt, Fue lanzado al mercado el 11 de octubre de 2004 por Custard Records. A raíz de la publicación del tercer sencillo del disco, "You're Beautiful", el álbum obtuvo éxito a nivel mundial, y fue número uno en ventas en países de todo el planeta. Grabado en la ciudad norteamericana de Los Ángeles y producido por Tom Rothrock, conocido por haber trabajado con Beck o Elliott Smith entre otros, Back to Bedlam es un disco en que predominan canciones pop. Blunt, apoyado en una voz prodigiosa y en temas como el sencillo You're Beautiful, High o Wisemen, se ha lanzado hasta conseguir fama mundial. Blunt ha compuesto o ha participado en la composición o producción de todos los temas del disco.
El álbum tuvo una lenta subida en la lista de álbumes del Reino Unido, pero finalmente alcanzó el primer lugar en 2005, para convertirse en el álbum mejor vendido del año. Estuvo en la lista de álbumes de Nueva Zelanda durante 32 semanas y fue número uno con certificación Platinum 6x Se han vendido un total de 12 millones de copias a nivel mundial.

## Lista de canciones
1. "High" – 4:03 (James Blunt; Ricky Ross)
2. "You're Beautiful" –– 3:34 (J. Blunt; Sacha Skarbek; Amanda Ghost)
3. "Wisemen" – 3:42 (J. Blunt; Jimmy Hogarth; S. Skarbek)
4. "Goodbye My Lover" – 4:18 (J. Blunt; S. Skarbek)
5. "Tears and Rain" – 4:04 (J. Blunt; Guy Chambers)
6. "Out of My Mind" – 3:33 (J. Blunt)
7. "So Long, Jimmy" – 4:25 (J. Blunt; J. Hogarth)
8. "Billy" – 3:37 (J. Blunt; S. Skarbek; A. Ghost)
9. "Cry" – 4:06 (J. Blunt; S. Skarbek)
10. "No Bravery" – 4:00 (J. Blunt; S. Skarbek)

(C) MMV. Custard Records. S.A. de C.V.

## Certificaciones, Peaks y Ventas
| País           | Posición Peak  | Certificación | Ventas     |
| -------------- | -------------- | ------------- | ---------- |
| Alemania       | 1 (1 Semana)   | 7x oro        | 700,000+   |
| Argentina      | 1 (Semana)     | 8x Platino    | 160,000+   |
| Australia      | 1 (12 Semanas) | 9x Platino    | 630,000+   |
| Austria        | 1 (2 Semanas)  | Platino       | 30,000+    |
| Bélgica        | 1 (3 Semanas)  | Platino       | 50,000+    |
| Canadá         |                | 6x Platino    | 600,000+   |
| Dinamarca      | 1 (3 Semanas)  | 2x Platino    | 80,000+    |
| España         |                | Oro           | 40,000+    |
| Estados Unidos | 2              | 2x Platino    | 2,200,000+ |
| Finlandia      | 10             |               |            |
| Francia        | 2 (7 Semanas)  | Diamante      | 1,000,000+ |
| Grecia         | 1              | 2x Platinum   | 70,000     |
| Irlanda        | 1 (14 Semanas) | 14x Platino   | 210,000+   |
| Japón          |                | Platino       | 250,000+   |
| México         |                | Oro           | 80,000+    |
| Países Bajos   | 2              | Platino       | 80,000+    |
| Reino Unido    | 1 (10 Semanas) | 10x Platino   | 3,045,780+ |
| Nueva Zelandia | 1 (12 Semanas) | 7x Platino    | 105,000+   |
| Noruega        | 1 (5 Semanas)  |               |            |
| Portugal       | 2 (3 Semanas)  | 2x Platino    | 40,000+    |
| Suecia         | 1 (1 Semanas)  | 2x Platino    | 120,000+   |
| Suiza          | 1 (10 Semanas) | 3x Platino    | 120,000+   |